# Ida Cox
Pour les articles homonymes, voir Cox.
Ida Cox, née Ida Prather le 25 février 1896 à Toccoa en Géorgie et morte le 10 novembre 1967 à Knoxville dans le Tennessee, est une chanteuse et compositrice de blues et jazz américaine, emblématique de la période des « female blues singers » dans les années 1920.

## Biographie
Ida grandit à Cedartown en Géorgie, où elle chante dans la chorale paroissiale. Vers 1910, à peine âgée de 14 ans, elle travaille dans des troupes de minstrel show, notamment les White & Clark Black & Tan Minstrels, les Rabbit's Foot Minstrels et les Pete Werley’s Florida Cotton Blossom Minstrels, où elle rencontre son mari Adler Cox. Elle tourne ensuite dans le circuit T.O.B.A., puis chante avec le pianiste de jazz Jelly Roll Morton en 1920.
Elle enregistre ses premiers disques à Chicago en 1923 pour Paramount. Surnommée « la Reine du blues sans couronne » (The Uncrowned Queen of the Blues), elle rencontre aussitôt le succès, qui dure tout au long des années 1920. Elle est régulièrement accompagnée par l'orchestre de Lovie Austin, dans lequel figurent les musiciens Tommy Ladnier, Johnny Dodds et Kid Ory. Elle continue à chanter en parallèle dans les spectacles de vaudeville dans le Sud et sur la côte est. Elle rejoint, dès 1923, la troupe du pianiste Jesse Crump (1897-1974), avec qui elle se remariera en 1927, et elle travaille régulièrement avec l'orchestre de King Oliver. Elle fait ses derniers enregistrements chez Paramount en octobre 1929, le marché du disque subissant ensuite un effondrement causé par la Grande Dépression.
En 1929, elle forme sa propre compagnie, appelée Raisin’ Cain. Durant les années 1930, elle se produit aussi bien avec celle-ci qu'avec celles de Bessie Smith ou de Dede et Billie Pierce. En 1939, le producteur John Hammond relance sa carrière en l'invitant dans la série de concerts From Spirituals to Swing au Carnegie Hall à New York, ce qui lui permet de réaliser ses premiers enregistrements en dix ans, pour Vocalion et OKeh, où elle est accompagnée notamment par Charlie Christian et Edmund Hall. Elle continue de se produire dans des clubs et théâtres au début des années 1940.
En 1945, une crise cardiaque freine sa carrière. Elle s'installe alors à Buffalo, puis chez sa fille à Knoxville à partir de 1949. Elle enregistre une dernière fois à New York en 1961 pour un album avec le Quintet de Coleman Hawkins chez Riverside. Ida meurt d'un cancer en 1967.

## Discographie

### Principaux singles (78 tours)
- Weary Way Blues (1923)
- Graveyard Dream Blues (1923)
- Moaning Groaning Blues (1923)
- Wild Women Don't Have The Blues (1924)
- Death Letter Blues (1924)
- Blues Ain't Nothin' Else But! (1924)
- Coffin Blues (1925)
- How Long Daddy How Long (1925), en duo avec Papa Charlie Jackson
- Deep Sea Blues (1939)

### Albums
- Blues for Rampart Street, Riverside / Original Blues Classics (1961)
- Complete Recorded Works, vol. 1, Paramount, 1923, Document Records (1997)
- Complete Recorded Works, vol. 2, Paramount, 1924, Document Records (2000)
- Complete Recorded Works, vol. 3, Paramount, 1925, Document Records (2000)
- Complete Recorded Works, vol. 4, Paramount, 1927, Document Records (2000)
- Ida Cox : The Essentials, Classic Blues (2001)